# Schizophonic (álbum de Geri Halliwell)
Schizophonic es el álbum solista de la cantante pop Geri Halliwell. El álbum fue lanzado después de la separación de la banda de chicas Spice Girls. El término schizophonic (esquizofónico) es un acrónimo de palabras griegas, esquizo "dividir, división" y fónico "sonido" y también al parecer un juego de la palabra "esquizofrénico" y el término musical "schizophonia".

## Posiciones y ventas
Tres de los cuatro sencillos del álbum fueron número uno en Reino Unido, mientras que el sencillo debut llegó al número dos. El álbum fue un éxito comercial y actualmente vendió mejor que Forever, el álbum de Spice Girls que fue lanzado después de la partida de Halliwell del grupo.
El álbum debutó número cuatro y llegó al número 15 (su último álbum con las Spice Girls, Spiceworld y el álbum fue certificado 2x Platino por las 600,000 copias.
En Canadá, el álbum debutó y llegó al número 15 (sú último álbum con Spice Girls, Spiceworld debutó en el número 2). Sin embargo, las ventas a largo plazo fueron fuertes y el álbum fue certificado Platino con algo más de 100,000 copias vendidas.
En Estados Unidos, el álbum se enfrentó a un éxito mediano, vendiendo 40,000 copias en la primera semana debutando y llegando al número 42 en Billboard Hot 200 (siendo el trabajo solista más fuerte de las Spice Girls en las listas). Eventualmente, el álbum fue certificado Platino en 2001 con ventas de 1000,000 copias.
El álbum también fue certificado Oro en Australia, España, y México con ventas de 35,000, 50,000 y 75,000 respectivamente. Sin embargo, el álbum sólo alcanzó el número 85 en Japón, vendiendo 3,190 copias.

## Portadas del álbum
Schizophonic fue lanzado con dos diferentes portadas, representando un ángel (blanco), y un demonio (rojo); ambas portadas son de la misma edición del álbum. En la primera "O" de Schizophonic, hay un anillo de ángel y cuernos en la portada roja. En la contraportada, los títulos de las canciones están escritos ambos en rojo y blanco, sobre el tema de la canción a una de las personalidades. En el libro del álbum aparecen dos tapas en todas las ediciones, y las letras de las canciones son incluidas en el lado en que se marca la contraportada.
Canciones Rojas
- Look At Me
- Mi Chico Latino
- Goodnight Kiss
- Bag It Up
- You're In A Bubble

Canciones Blancas
- Lift Me Up
- Walkway
- Sometime
- Let Me Love You
- Someone's Watching Over Me

## Listado de canciones
| #   | Título                       | Escritor (es)                        | Productor (es) | Duración |
| --- | ---------------------------- | ------------------------------------ | -------------- | -------- |
| 1.  | "Look At Me"                 | Halliwell, Watkins, Wilson           | Absolute       | 4:31     |
| 2.  | "Lift Me Up"                 | Halliwell, Watkins, Wilson, Ackerman | Absolute       | 3:52     |
| 3.  | "Walkaway"                   | Halliwell, Watkins, Wilson, Ackerman | Absolute       | 5:03     |
| 4.  | "Mi Chico Latino"            | Halliwell, Watkins, Wilson           | Absolute       | 3:16     |
| 5.  | "Goodnight Kiss"             | Halliwell, Watkins, Wilson           | Absolute       | 4:20     |
| 6.  | "Bag It Up"                  | Halliwell, Watkins, Wilson           | Absolute       | 3:46     |
| 7.  | "Sometime"                   | Halliwell, Watkins, Wilson           | Absolute       | 4:01     |
| 8.  | "Let Me Love You"            | Halliwell, Watkins, Wilson           | Absolute       | 3:45     |
| 9.  | "Someone's Watching Over Me" | Halliwell, Watkins, Wilson, Ackerman | Absolute       | 4:15     |
| 10. | "You're in a Bubble"         | Halliwell, Watkins, Wilson           | Absolute       | 3:27     |

## Personal
- Geri Halliwell - Voz
- Absolute - Todos los instrumentos
- Milton McDonald - Guitarra
- Phil Hudson - Guitarra (Canción dos)

## Posiciones internacionales
| Lista (1999)                      | Posición> |
| --------------------------------- | --------- |
| UK Albums Chart                   | 4         |
| European Albums Chart             | 10        |
| Finnish Album Chart               | 11        |
| Mexican Album Chart               | 11        |
| Mexican Internatioanl Album Chart | 6         |
| Canadian Album Chart              | 15        |
| Italian Album Chart               | 17        |
| New Zealand Album Chart           | 19        |
| Australian Album Chart            | 22        |
| Spanish Album Chart               | 23        |
| World Album Chart                 | 25        |
| U.S. Billboard Top 200            | 42        |
| French Album Chart                | 50        |
| German Album Chart                | 52        |
| Japanese Album Chart              | 85        |